# Правило Каши
Пра́вило Ка́ши — эмпирическое правило в фотохимии, согласно которому для органических молекул в конденсированной фазе (в кристалле, стекле или жидкости, а также в растворе) излучение фотона (люминесценция) всегда происходит с низшего возбуждённого уровня данной мультиплетности. Названо в честь американского спектроскописта и химика Майкла Каши, который предложил это правило в 1950 году.

## Суть и механизм действия
Данное правило применимо к спектрам излучения молекул, находящихся в возбуждённом состоянии. Поглощая фотон, электрон, находящийся на основном энергетическом уровне (обозначается как S0 в случае синглетного состояния) может, в зависимости от длины волны поглощённого кванта света, возбудиться и перейти на один из более высоких энергетических уровней (обозначаются как Sn, где n>0). Однако, согласно правилу Каши, испускание фотона (в случае S уровня обозначаемое как флуоресценция) может происходить только с самого низкого возбуждённого энергетического уровня S1. Поскольку в процессе флуоресценции участвует всего один энергетический уровень, то данное правило может быть переформулировано в эквивалентное утверждение, что форма спектра флуоресценции не зависит от длины волны возбуждающего света.
Таким образом, при излучении без изменения мультиплетности (флуоресценция) можно наблюдать только переход S1 → S0, а при излучении с изменением мультиплетности (фосфоресценция) — лишь T1 → S0 (квинтеты, септеты и высшие состояния, как правило, не рассматриваются, так как существует очень мало случаев, где их вообще можно наблюдать в конденсированной фазе, в отличие от газовой). При этом обратный процесс — поглощение света — может происходить как переход к любому возбужденному состоянию. Это правило не имеет теоретического обоснования и просто отображает тот факт, что скорость безызлучательных переходов с высоких энергетических уровней (S2, S3 T2, T3) на самый низкий колебательный подуровень (колебательное квантовое число v = 0) состояний S1 или T1 настолько велика по сравнению со скоростью излучательных переходов из этих верхних состояний, что излучение происходит только с нижнего колебательного подуровня электронных энергетических уровней S1 или T1.
Механизм правила объясняется принципом Франка — Кондона для колебательных переходов. Для пары энергетических уровней с разными колебательным и электронным квантовыми числами фактор Франка-Кондона определяет степень перекрывания волновых функций. Чем больше степень перекрывания, тем быстрее молекула может перейти из возбуждённого в не возбуждённое состояние. Перекрывание между парой уровней максимально, когда колебательные уровни близки по своим энергиям. Такое происходит при переходе между двумя бесколебательными уровнями (их квантовое колебательное число v равно нулю). В большинстве молекул, бесколебательные подуровни энергетических уровней расположены близко друг к другу, так что возбуждённая молекула быстро переходит на самый низкий возбуждённый уровень S1, теряя энергию путём внутренней конверсии, до того как у него появится возможность осуществить флуоресценцию. Однако, разность энергий между S1 и S0 значительно больше, так что у молекулы появляется время на осуществление флуоресценции.
Из правила Каши существуют несколько исключений. Нарушения правила наблюдается, когда между двумя уровнями есть большой энергетический зазор. В качестве примера можно привести азулен: в классической версии объяснения этого феномена говорится о том, что уровни S1 и S2 расположены достаточно далеко друг от друга, так что здесь оказывается возможной флуоресценция. В результате большая часть флуоресценции происходит с S2 уровня. Однако, новые исследования ставят под сомнение такое объяснение. Согласно новым данным, большая часть флуоресценции происходит с S2 потому, что структура S1 и S0 уровней отличается от таковой в обычных молекулах, в результате чего электрон может быстро переходить с S1 на S0 уровень, теряя энергию безызлучательным способом через внутреннюю конверсию.

## Закон Вавилова
Как следствие из правила Каши можно рассматривать закон Вавилова, который гласит, что квантовый выход люминесценции в целом не зависит от длины волны возбуждающего света вплоть до некоторой предельной длины волны. Такое поведение есть следствие указываемой правилом Каши тенденции для возбуждённых молекул переходить в исходное состояние преимущественно безызлучательным способом. Из этого правила также есть исключения, например, пары бензола.

## Комментарии
1. ↑  Последовательность мультиплетов для обычных молекул — нечетная (синглет, триплет, квинтет), для молекул с неспаренным электроном (радикалов) — парная (дуплет, квартет, секстет).